# José Vicente Rangel
José Vicente Rangel Vale (ur. 10 lipca 1929 w Caracas, zm. 18 grudnia 2020 tamże) – wenezuelski polityk, minister, wiceprezydent Wenezueli.

## Życiorys
W 1948 uczestniczył w protestach przeciwko wojskowemu przewrotowi, który odsunął od władzy prezydenta Rómulo Gallegosa. Został za to aresztowany, a następnie wydalony z kraju; kilka lat spędził w Chile. Powrócił do Wenezueli po upadku władz wojskowych w 1958; został w t.r. wybrany do parlamentu, startując z ramienia Demokratycznej Unii Republikańskiej (Unión Republicana Democrática). Pracował także jako prawnik i dziennikarz. Trzykrotnie startował bez powodzenia w wyborach prezydenckich – w 1973, 1978 i 1983.
W 1999 został ministrem spraw zagranicznych w rządzie prezydenta Hugo Cháveza. W lutym 2001 przeszedł na stanowisko ministra obrony. W maju 2002 zastąpił Diosdado Cabello na stanowisku wiceprezydenta Wenezueli.
Jest autorem książki Expediento Negro, poświęconej naruszeniom praw człowieka w latach 60. i 70.
Na emigracji w Chile poślubił rzeźbiarkę Anę Avalos. Jego syn José Vicente Rangel Avalos pełnił funkcję burmistrza dzielnicy Caracas Sucre.